# West Covina
West Covina är en stad i Los Angeles County, södra Kalifornien, USA. Staden är belägen cirka 32 km öst om centrala Los Angeles i den östra delen av San Gabriel Valley. Befolkningen består inkomstmässigt huvudsakligen av medel- till lägre medelklass och hade den 1 januari 2008 en uppskattad befolkning av 112 666.

## Historia
West Covina fick status som oberoende stad 1923 för att hindra staden Covina från att bygga en lantgård i området där avloppsvattnet skulle användas som gödningsämne. West Covina började som ett jordbrukssamhälle och viktiga grödor var apelsiner och valnötter. Sedan dess grundläggande har staden utvecklats till ett förortsområde med över 90% av ytan exploaterad.

## West Covina idag
West Covina är en mångfaldig stad med en växande ekonomi. Staden har attraherat många stora företag såsom Ford, Regal Entertainment och Big League Dreams Sportsplex. Staden har två stora handelscentra. Det ena är beläget på stadens västra sida och det andra på den östra sidan: Westfield West Covina och Westfield Eastland. Westfield West Covina har ett stort köpcenter nära stadens konserthus.

## West Covina i populärkultur
Serien Crazy Ex-Girlfriend utspelar sig i West Covina där staden spelar en stor roll. Seriens skapare och huvudrollsinnehavare, Rachel Bloom, kommer från staden.

## Klimat
|                                            | Jan  | Feb  | Mar | Apr | Maj | Jun | Jul | Aug | Sep | Okt | Nov | Dec |
| ------------------------------------------ | ---- | ---- | --- | --- | --- | --- | --- | --- | --- | --- | --- | --- |
| Normaldygnets maximitemperaturs medelvärde | 19   | 19   | 19  | 20  | 21  | 23  | 25  | 26  | 25  | 23  | 21  | 19  |
| Normaldygnets minimitemperaturs medelvärde | 10   | 10   | 11  | 13  | 14  | 16  | 18  | 18  | 17  | 15  | 12  | 10  |
|                                            |      |      |     |     |     |     |     |     |     |     |     |     |
| Nederbörd                                  | 13,7 | 17,5 | 9,5 | 6,3 | 2,1 | 0,3 | 0,3 | 0,0 | 1,2 | 3,9 | 6,0 | 9,3 |

| Diagram | temperaturer i °C • månadsnederbörd i mm • Källa: | temperaturer i °C • månadsnederbörd i mm • Källa: | temperaturer i °C • månadsnederbörd i mm • Källa: | temperaturer i °C • månadsnederbörd i mm • Källa: | temperaturer i °C • månadsnederbörd i mm • Källa: | temperaturer i °C • månadsnederbörd i mm • Källa: | temperaturer i °C • månadsnederbörd i mm • Källa: | temperaturer i °C • månadsnederbörd i mm • Källa: | temperaturer i °C • månadsnederbörd i mm • Källa: | temperaturer i °C • månadsnederbörd i mm • Källa: | temperaturer i °C • månadsnederbörd i mm • Källa: | temperaturer i °C • månadsnederbörd i mm • Källa: |
|         | 14 19 10                                          | 18 19 10                                          | 10 19 11                                          | 6 20 13                                           | 2 21 14                                           | 0 23 16                                           | 0 25 18                                           | 0 26 18                                           | 1 25 17                                           | 4 23 15                                           | 6 21 12                                           | 9 19 10                                           |